# NGC 1949
NGC 1949 ist die Bezeichnung eines Emissionsnebels im Sternbild Dorado. 
Das Objekt wurde am 30. Dezember 1836 von dem britischen Astronomen John Herschel entdeckt.